# Georg Friedrich Grotefend

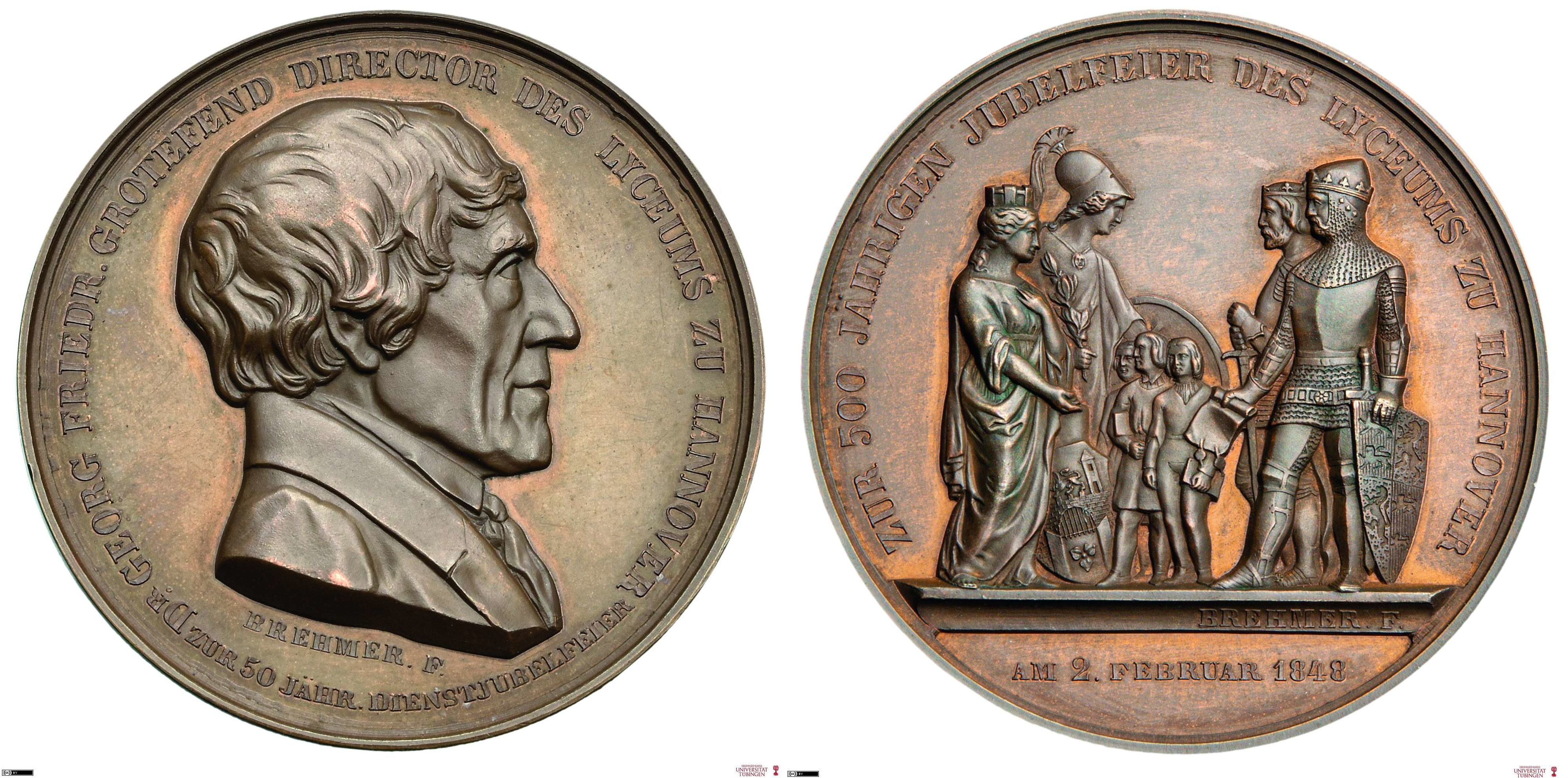
Medaglia commemorativa di Georg Friedrich Grotefend (1848)

Georg Friedrich Grotefend /ˈɡʀoːtəˌfɛnt/ (Münden, 9 giugno 1775 – Hannover, 15 dicembre 1853) è stato un linguista e orientalista tedesco, la prima persona che riuscì a decifrare alcuni segni della scrittura cuneiforme.

## Biografia
Decifrò la scrittura cuneiforme all'età di 27 anni, quando era insegnante di ginnasio, studiando le iscrizioni trilingui di Behistun scritte dai sovrani achemenidi, e rivolgendosi alla redazione più "semplice", quella alfabetica in antico persiano.
Dopo avere giustamente individuato la colonna dell'iscrizione in antico persiano (lingua strettamente imparentata con l'avestico, a lui noto), egli partì da alcune considerazioni logiche: dal momento che si trattava di iscrizioni celebrative, egli suppose che, seguendo uno schema "classico", all'inizio ricorresse il nome del re che aveva fatto incidere l'iscrizione (accompagnato dai titoli regali), seguito da quello del padre ed eventualmente degli antenati. Sulla base della ricorrenza di diverse parole identiche che egli suppose essere "re" (parola evidentemente ripetuta nel titolo, ben noto, di "re dei re"), poté cominciare ad associare valori fonetici ai segni grafici, dal momento che era conosciuto il nome persiano (avestico) del "re", e inoltre, sulla base delle dinastie note, poté rapidamente identificare i nomi propri di Dario (Dārayawuš), di suo figlio Serse (Xšayāršā) e di suo padre Istaspe (Vištāspa).
Data la struttura essenzialmente alfabetica (abjad) della scrittura dell'antico persiano, fu poi relativamente semplice completare l'acquisizione di valori fonetici e la decifrazione delle iscrizioni. Questo primo passo permise in seguito a Henry Rawlinson di decifrare anche la colonna, più complessa, scritta in cuneiforme accadico (di tipo logografico/sillabico).
Nel 1848 gli venne dedicata una medaglia.